# 米德尔斯堡 (肯塔基州)
米德尔斯堡（英語：Middlesborough），是美国肯塔基州的一座城市。建立于1890年，面积约为19.7平方公里（7.6平方英里）。根据2010年美国人口普查，该市的人口为10,334人。